# Voorjaarsadonis
De voorjaarsadonis (Adonis vernalis) is een giftige vaste plant, die behoort tot de ranonkelfamilie (Ranunculaceae). De plant komt niet meer voor in Nederland. De plant komt van nature voor in Eurazië van Spanje tot het zuiden van Zweden met als centrum de Pannonische vlakte en het West-Siberisch Laagland. De plant wordt ook in de siertuin toegepast. In Nederland is de plant vanaf 1 januari 2017 niet meer wettelijk beschermd.
De plant wordt 15–30 cm hoog en heeft een onvertakte, rechtopgaande stengel. De plant vormt een bruinzwarte wortelstok. De bladeren zijn drievoudig veerdelig.
De voorjaarsadonis bloeit in het voorjaar in maart en april met 4–8 cm grote, gele bloemen. De bloemen bestaan uit tien tot twintig kroonbladen.
De bolvormige vrucht is een behaarde dopvrucht, die een haakvormig gekromde snavel heeft.
De plant komt tussen het gras voor op droge grond in weilanden en steppen en ook in dennenbossen.

## Medicinale toepassingen
De plant wordt niet geteeld en wordt alleen in het wild tijdens de bloei verzameld voor het maken van medicijnen. Dit is ook een van de oorzaken waarom de plant in Europa sterk is achteruitgegaan. De werking is te vergelijken met die van digitalis. De plant bevat hartstimulerende stoffen, zoals adonidine, aconietzuur en cymarine. Daarnaast bevat de plant ook flavonoïde. Vergiftiging veroorzaakt overgeven en diarree.

## Namen in andere talen
- Duits: Frühlings-Adonisröschen
- Engels: Pheasant's eye, Spring pheasant's eye, Yellow pheasant's eye, False hellebore
- Frans: Adonis de printemps